# Hulajpole (przystanek kolejowy)
Hulajpole (ukr. Гуляйполе) – przystanek kolejowy w miejscowości Bogdanówka, w rejonie tarnopolskim, w obwodzie tarnopolskim, na Ukrainie. Położony jest na linii Odessa – Lwów.
Nazwa pochodzi od dawnej miejscowości Hulaj Pole (obecnie wchodzącej w skład Bogdanówki), przy której zlokalizowany jest przystanek.